# Gap (kleding)

Logo

Gap Incorporated is een Amerikaanse detailhandelaar van kleding en accessoires die gevestigd is in San Francisco, Californië. Het bedrijf is in 1969 door Donald Fisher en Doris Fisher opgericht. In oktober 2006 had Gap Inc. ongeveer 150.000 werknemers en telde wereldwijd 3.139 winkels in de Verenigde Staten, Canada, Mexico, Frankrijk, Ierland, Italië, Japan, Indonesië, Zuid-Korea, Maleisië, Singapore en het Verenigd Koninkrijk. Donald Fisher trok zich terug als voorzitter van de raad in 2004 en werd vervangen door Sabastion Gravano. Het gezin Fisher bezit collectief 37% van de aandelen in het bedrijf.

## Geschiedenis
Oorspronkelijk opgericht in 1969 door Donald Fisher, moest Gap de oplossing zijn van, volgens Donald Fisher, een gebrek aan de klantendienst en modieuze stijlen in de huidige warenhuizen. Door een specialiteitenwinkel te creëren gewijd aan de verkoop van de blauwe jeans van Levi's, hoopte Donald Fisher voordeel te trekken uit de 'kloof' die in de markt was ontstaan.
In 1969 opende Donald Fisher de eerste winkel van Gap in een bijgebouw van een theater op Ocean Avenue dicht bij de San Francisco State University. De koopwaar van de opslag bestond uit de blauwe jeans van Levi's, albums en cassettebandjes, maar de audioproducten werden na drie maanden verwijderd uit de winkel.
Tegen 1970 had de verkoop van Gap twee miljoen dollar bereikt en een tweede winkel werd geopend in San José, Californië. Samen met deze tweede winkel richtte Gap zijn eerste samenwerkend hoofdkwartier in Burlingame, Californië op, waar slechts 4 werknemers werkten. Gap bleef zich snel uitbreiden en tegen 1972-73 was Gap gegroeid tot meer dan 25 winkels en had zich uitgebreid in de gebieden buiten Californië. Daarnaast betraden ze de kustmarkt van het Oost-Amerika met een winkel in Vorhees, New Jersey. In 1974 begon Gap een eigen merk in zijn winkels te verkopen.
In 1975 kwam de verwezenlijking van "Pants %ff!", een reeks van winkels die zich specialiseerde in het verkopen van discountkleding, evenals de aanwinst van "You & You", dat voorheen casual merk was, gebaseerd op New England.
1976 was een veelbetekenend jaar voor Gap door de vennootschap in zowel New York als de Stille Zuidzee met het eerste openbare aanbieden van 1,2 miljoen aandelen. Met de aankomst van 1977 introduceert Gap de etiketten de "Fashion Pioneers", "Eaton Hill", and "Foxtails" die in de winkels van Gap werden verkocht. Het bedrijf lanceert ook twee sub-merken; "Logo", gevestigd in Californië en Missouri, evenals "Brands" die in New York en New Jersey werden gevestigd. In dit jaar verplaatst Gap ook zijn hoofdkwartier van Burlingame naar zijn bekende plaats in de 900 Cherry Avenue in San Bruno, Californië.
1980 voorzag de integratie van de "Brands" en "Pants %ff" reeks in Gaps nieuwe "Tagg" reeks.